# FC Schepdaal
FC Schepdaal is een Belgische voetbalclub uit Schepdaal. De ploeg is aangesloten bij de KBVB met stamnummer 8005 en heeft oranje en zwart als kleuren. De club speelt in de provinciale reeksen.

## Geschiedenis
FC Schepdaal begon als een kleine vriendenploeg die louter voor het plezier samenkwamen op een plaatselijk voetbalveld, tot men in 1973 besliste aan te sluiten bij de Belgische Voetbalbond. De club ging van start in de provinciale reeksen, op het laagste niveau, Vierde Provinciale.
In 1977/78 werden een aantal externe spelers aangetrokken en via de eindronde promoveerde men naar Derde Provinciale. In 1979 kende Schepdaal een succes in de Beker van België, waar het onder meer vierdeklasser FC Testelt en KFC Brasschaat uitschakelde. Later werd men zelf door Helzold FC uitgeschakeld. In 1982 degradeerde men weer naar Vierde Provinciale, maar in 1985 keerde men weer terug in Derde. De club bleef de volgende jaren in de lagere provinciale reeksen.
In 1997 haalde men de finale van de Beker van Brabant, waar men met 1-0 verloor van KAC Betekom. Dankzij een titel in 2001 promoveerde de club voor het eerst naar Tweede Provinciale. Het verblijf duurde maar een seizoen en Schepdaal degradeerde weer. Een paar jaar later kon men toch opnieuw promoveren.